# Nakajima (Fukushima)
Nakajima (中島村?) è un villaggio giapponese della prefettura di Fukushima.